# Sergei Nikiforowitsch Kruglow

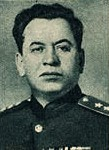
Sergei Kruglow

Sergei Nikiforowitsch Kruglow (russisch Сергей Никифорович Круглов; * 2. Oktober 1907; † 6. Juni 1977) war ein sowjetischer Generaloberst und Politiker. Kruglow wirkte als sowjetischer Innenminister und Chef des Ministeriums für Staatssicherheit (MGB). Seit 1938 war er ein leitender Funktionär des Staatssicherheitsdienstes und amtierte als stellvertretender Volkskommissar des Inneren. 1944 war er beteiligt an der Vertuschung des Massakers von Katyn. Von 1946 bis 1953 amtierte er als Innenminister und nach Lawrenti Berias Tod weiter bis zu seiner Absetzung 1956.
Kruglow war Chef des MGB der UdSSR von 1953 bis 1954.